# 盧卡 (亞爾莫林齊區)
49°16′24″N 27°8′14″E / 49.27333°N 27.13722°E
盧卡（烏克蘭語：Лука）是位於烏克蘭西部的村莊，由赫梅利尼茨基州裡赫梅利尼茨基區的羅茲索沙市鎮負責管轄。該村面積0.69平方公里，海拔高度313米，2001年人口69，人口密度每平方公里100人。